# Маццукотелли, Алессандро
Алессандро Маццукотелли (итал. Alessandro Mazzucotelli; 30 декабря 1865, Лоди — 29 января 1938, Милан) — итальянский художник декоративно-прикладного искусства и мастер художественных изделий из металла периода модерна, известного в Италии под названием «стиль либерти».

## Жизнь и творчество
Алессандро Маццукотелли родился в Лоди (Ломбардия) на севере Италии в семье Джованни Валенте, торговца железом родом из Локателло-ди-валле-Иманья, и Розы Капрара. В возрасте восемнадцати лет, после банкротства семейного дела переехал в Милан и устроился подмастерьем со своим братом Карло в кузницу Дефенденте Ориани, которую он возглавил позднее, в 1891 году. С 1902 по 1908 год его предприятие называлось Маццукотелли-Энгельманн (Mazzucotelli-Engelmann).
В Милане Алессандро познакомился с живописцами О. Биньяни, П. Мариани, А. Каньони, со скульптором Э. Бутти и архитектором Камилло Бойто. В своей мастерской он сотрудничал с художником-теоретиком Дж. Ментесси, мастерами-краснодеревщиками Карло Бугатти и Эудженио Куарти. В эти же годы он побывал в Риме и Флоренции. Маццукотелли сотрудничал с такими архитекторами, как Энрико Дзанони, Джузеппе Соммаруга, Гаэтано Моретти, Эрнесто Пировано, Франко Олива, Улиссе Стаккини и Сильвио Гамбини. В их архитектурных проектах он выполнял элементы металлодекора, доказав не только технические навыки, но и художественную фантазию в создании флоральных (растительных) и зооморфных сюжетов. В ранние годы Алессандро Маццукотелли находился под влиянием художника по стеклу Джованни Бельтрами, который основал в Милане стекольную фабрику.
В 1902 году на первой Международной выставке современного декоративного искусства в Турине Маццукотелли продемонстрировал несколько произведений из кованного железа и получил первые важные заказы. В выставке также участвовали Чарльз Ренни Макинтош, Луис Комфорт Тиффани и Петер Беренс.
Для своих флоральных композиций Маццукотелли обычно делал наброски на природе, затем возвращался в свою мастерскую, чтобы их перерабатывать, делал рисунки в натуральную величину на картоне и вырезал их по контуру для перевода в металл. Так формы, взятые из природы, становились темами для перил, ворот, балконов, светильников и других элементов обстановки в здании Новой фондовой биржи в Милане (1901—1902, ныне почтовое отделение), на вилле Оттолини-Този в Бусто-Арсицио (1903—1904), на виллах Фаббро и Антонини в Тревизо (1904—1905).
В 1906 году Маццукотелли вместе с Эудженио Куарти участвовал в большой Международной выставке в Милане, показав композицию «Ворота гладиолусов», которые сейчас выставлены в Галерее современного искусства Карло Риццарда в Фельтре.
В 1903 году он начал преподавать в Уманитарии (Umanitaria), благотворительной гуманитарной организации, основанной в Милане в 1893 году, предлагая новаторские критерии обучения, основанные на теоретическом изучении природы и прямых экспериментах с материалами. В 1903—1904 годах он совершил поездку по европейским странам вместе с Эудженио Куарти и своими молодыми сотрудниками К. Риццарда и Д. Маканьо, углубляя свои познания в идеях в области декоративно-прикладного искусства Анри ван де Велде и Уильяма Морриса.
В 1922 году Алессандро Маццукотелли был в числе основателей, а затем возглавил Высший институт художественных промыслов в Монце (пригород Милана), он был президентом первой Международной биеннале прикладного искусства в Монце в 1923 году, где представил ворота «Клубок змей» (Groviglio di serpi). Он также представлял свои произведения на Всемирной выставке в Брюсселе в 1910 году и на знаменитой Всемирной выставке современных декоративных и промышленных искусств (Exposition internationale des arts décoratifs et industriels modernes) в Париже 1925 года, давшей название художественному стилю ар-деко.
Маццукотелли оформлял виллы Помпео Мариани в Бордигере и Габриеле Д’Аннунцио «Витториале дельи Итальяни» в Гардоне-Ривьере. В 1929 году он был избран депутатом в палату XXVIII законодательного собрания Королевства Италия.
В Монце имеется улица Алессандро Маццукотелли.

## Музеи
- Музей Вольфсониан-ФИУ, Флорида, США
- Музей Орсе, Париж[6]
- Музей Вилла Бернаскони, Черноббио
- Галерея современного искусства Карло Риццарда
- Городская коллекция гравюр Акилле Бертарелли, замок Сфорца, Милан
- Национальный музей науки и техники имени Леонардо да Винчи[7]

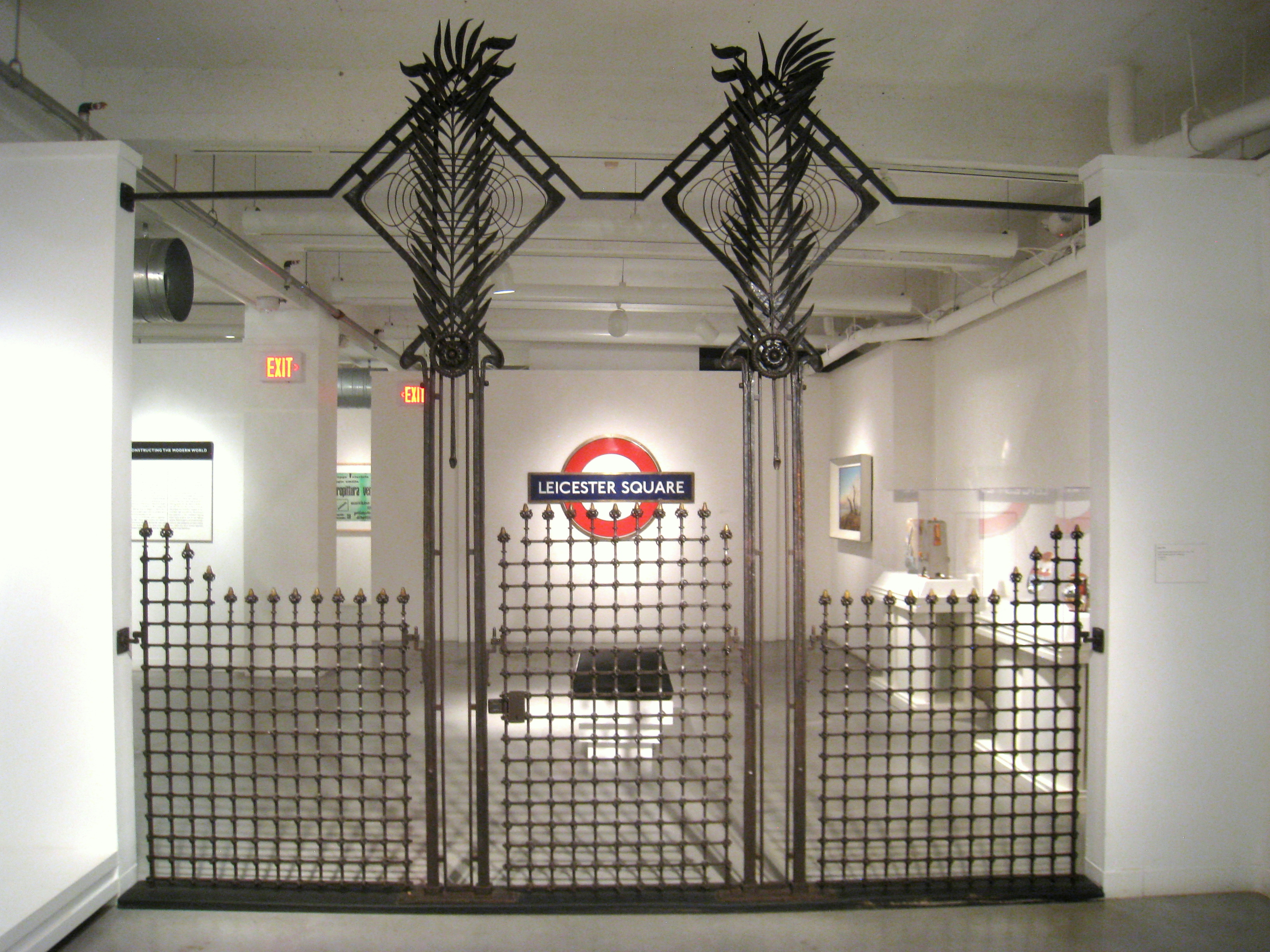
Музей Вольфсониан-ФИУ, Флорида, США

## Основные работы
- Дом Чёрного кота, Corso Monforte 43, Милан, построен в 1889 году в сотрудничестве с Энрико Дзанони. Это здание известно своим новаторским использованием цветовых контрастов и художественными украшениями.
- Casa Cavenago, Corso Lodi 11 (Porta Romana), Милан, завершён в 1887 году, в сотрудничестве с Энрико Дзанони. Здание отличается стилем модерн и выразительным использованием материалов.
- Палаццо Дзанони, Виале Блиньи 60 (Porta Vigentina), Милан, построен в 1886 году вместе с Энрико Дзанони. Это здание является ярким примером стиля модерн.
- via Burlamacchi 3 (Porta Romana), Милан, в сотрудничестве с Энрико Дзанони и художником Освальдо Биньями (1856-1936), 1860 год.

## Галерея

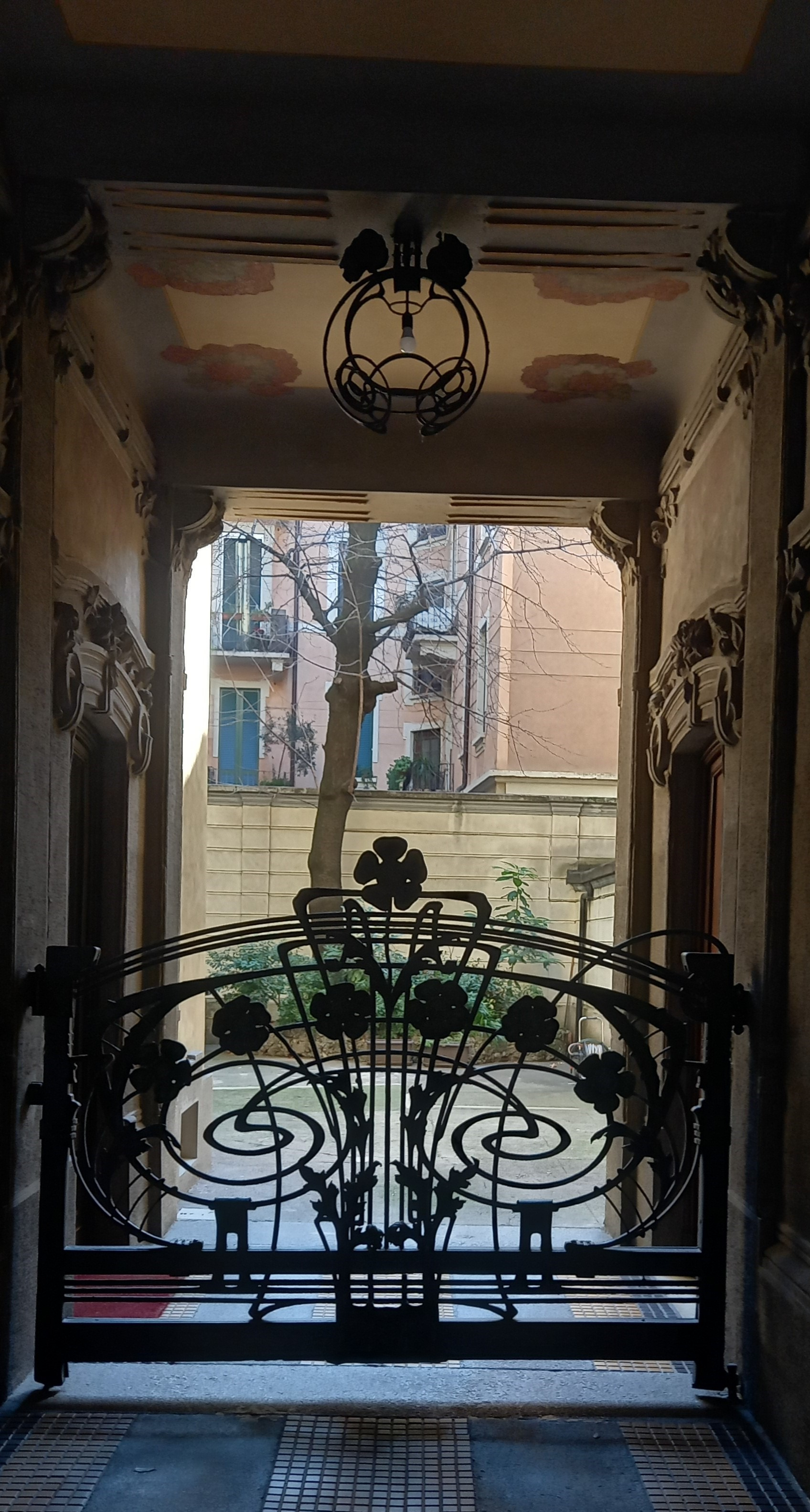
Ворота в Каза Гуаццони. 1906. Милан
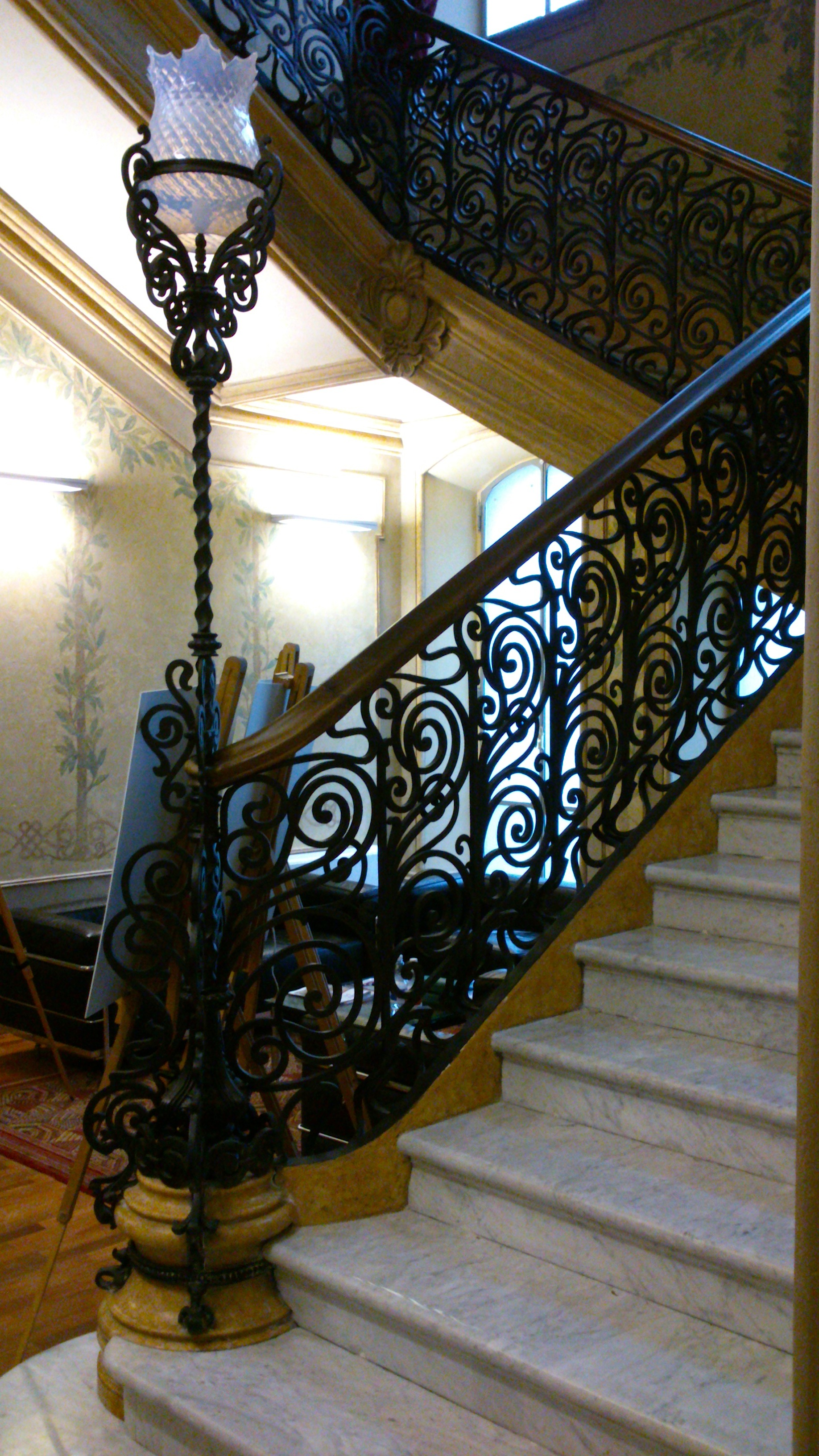
Светильник и перила лестницы Виллино Раби
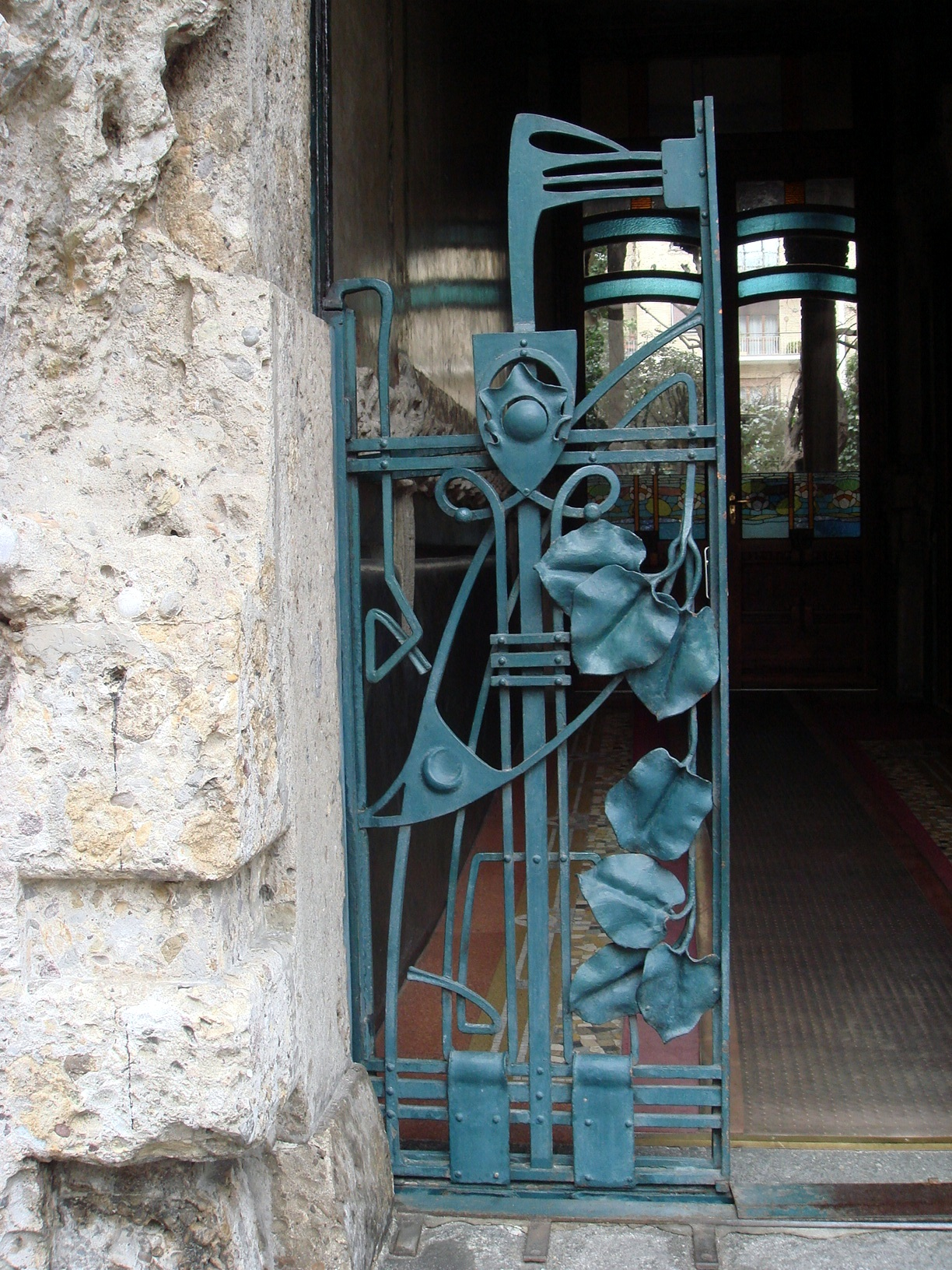
Ворота Каза Кампанини. 1904. Милан
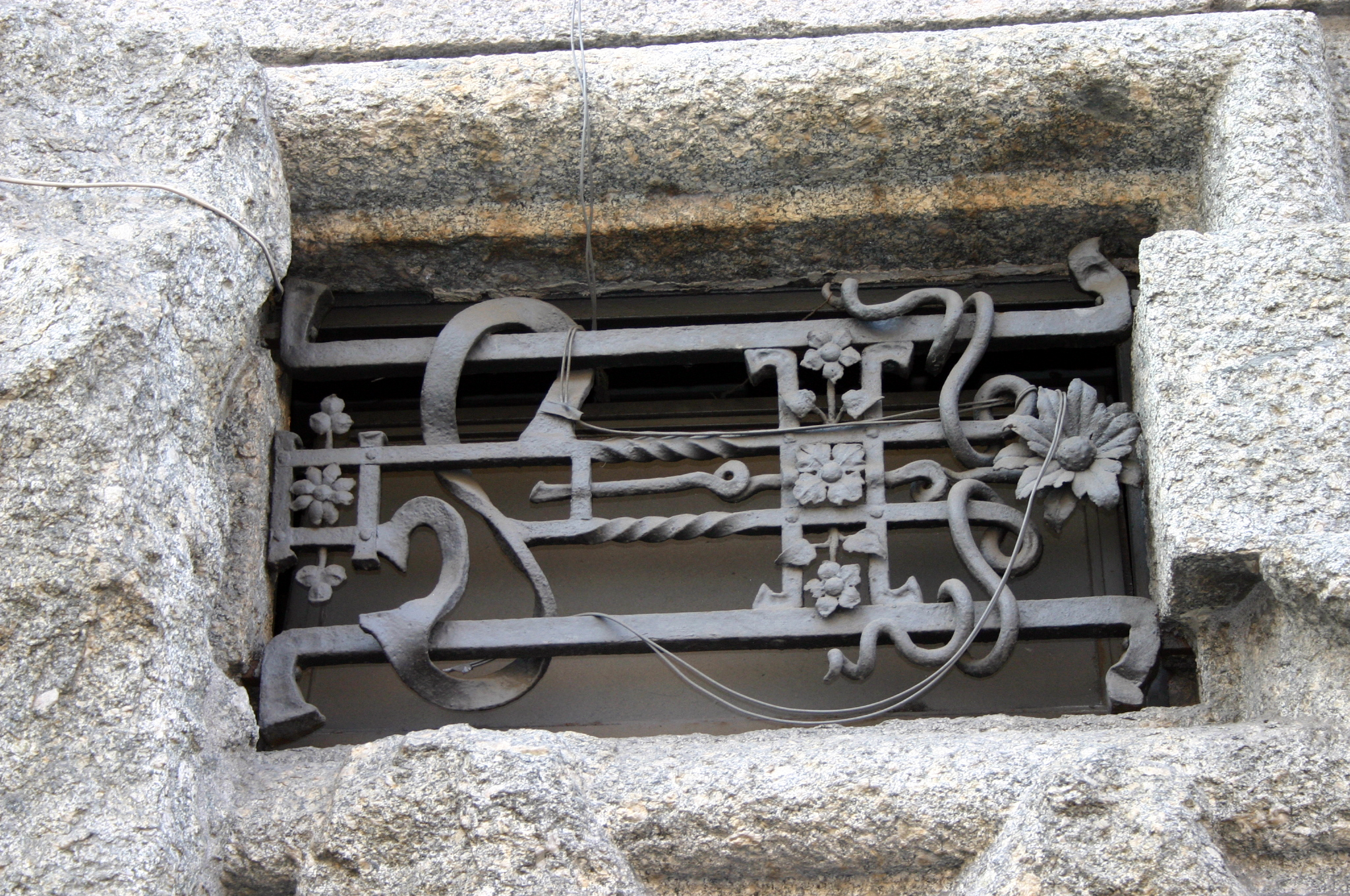
Окно Палаццо Кастильони. 1904. Милан
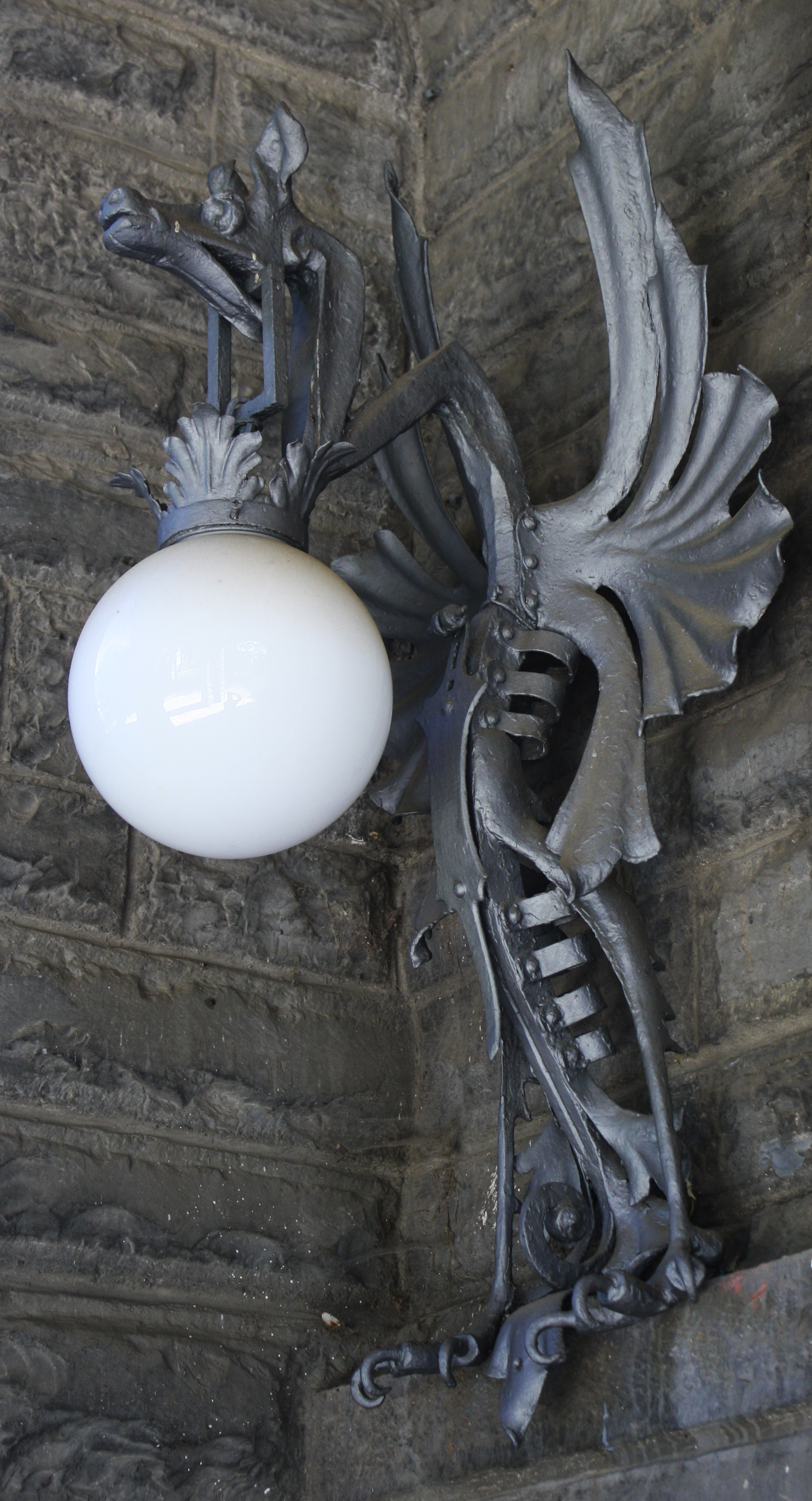
Вилла Оттолини-Този. Светильник. 1903-1904. Бусто-Арсицио
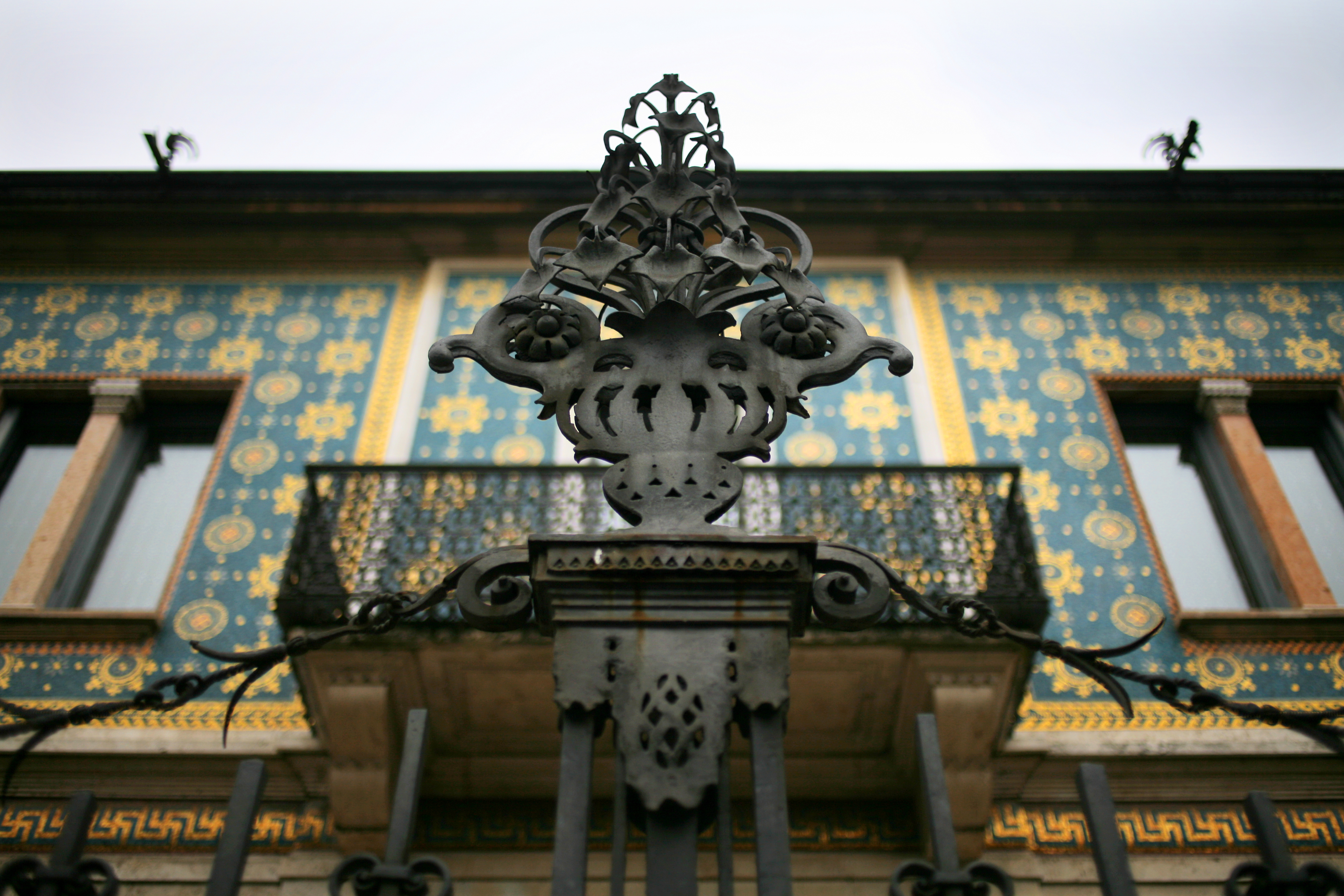
Виллино Мария-Луиза. Деталь ворот. 1925. Милан